# のげかぜ型巡視艇
のげかぜ型巡視艇（のげかぜがたじゅんしてい、英語: Nogekaze-class patrol craft）は、海上保安庁の巡視艇の船級。区分上はCL型、公称船型は改15メートル型。

## 設計
本型は、ちよかぜ型をベースとして、消防活動やオイルフェンス展張、曳航など、多様化する業務に対応できるよう発展させたものである。このため、推進器を可変ピッチ・プロペラ（CPP）に変更しているが、半滑走の中速艇にCPPを採用したという点でユニークであった。CPPの変節機構の関係から、ちよかぜ型の船体そのままでは収まらず、長さを1メートル延長した。また居住性の向上にも配慮されており、居住区には冷風装置を備えていた。
主機関としては、日産ディーゼルUDV816ディーゼルエンジンを搭載した。従来の15メートル型CLが直列型エンジンを採用していたのに対し、これは2サイクルのV型エンジンであった。

## 同型艇一覧
| 計画年度   | #      | 船名     | 建造       | 竣工           | 解役          |
| ---------- | ------ | -------- | ---------- | -------------- | ------------- |
| 昭和47年度 | CL-99  | のげかぜ | 墨田川造船 | 1972年10月25日 | 1994年7月11日 |
| 昭和47年度 | CL-105 | くすかぜ | 墨田川造船 | 1972年11月6日  | 1995年1月13日 |
| 昭和47年度 | CL-107 | いとかぜ | 墨田川造船 | 1972年11月6日  | 1995年1月13日 |
| 昭和48年度 | CL-128 | かわかぜ | 墨田川造船 | 1973年10月6日  | 1996年6月4日  |